# رحلة إلى مركز الأرض
رحلة إلى مركز الأرض (بالفرنسية: Voyage au centre de la Terre)، (بالإنجليزية: Journey to the Center of the Earth). إحدى روايات الخيال العلمي لجول فيرن تم نشرها عام 1864، وتم عمل فيلم لها من قبل عام 1959.

## الفصول
قسم المؤلف الرواية إلى 15 فصل كالآتي
1. الاكتشاف .
2. الرسالة السرية .
3. إنه لجنون !
4. إلى ريكيافيك .
5. الاستعدادات .
6. سنيفل .
7. الهبوط .
8. أعطني يوماً آخر !
9. مزيداً من الهبوط .
10. الضياع !
11. مائة ميل تحت سطح البحر .
12. خطر داهم .
13. ساكنيسم ثانية .
14. في البركان .
15. الخروج من البركان .[1]

## تلخيص القصة
تبدأ أحداث القصة في يوم الأحد 24 مايو عام 1863م، البروفيسور ليدنبروك عندما كان يقرأ أحد الكتب القديمة الأيسلندية من القرن الثاني العشر المكتوبة من قبل «سنوري ستورلوسون» وفجأة يجد ورقة مصنوعه من جلد الحيوان كتبها آرنى ساكنيسم مكتوب عليها برموز رونية أو الأبجدية الآيسلندية ولكنه يكتشف أنها مكتوبة باللغة اللاتينية القديمة فيحاول أن يعرف سر هذه الكتابات إلى أن يكتشف مساعده وابن أخيه أكسيل سر هذه الكتابات ويجد أن مكتوب فيها 
| ” | اذهب الي جبال سنيفلز قبل نهاية شهر يونيو فيسقط ظل جبل سكارتاريس على أحد الفوهات البركانية لجبل سنيفلز انزل فيه وسوف تصل في النهاية إلى مركز الأرض.. أنا فعلت ذلك...آرنى ساكنيسم | “ |

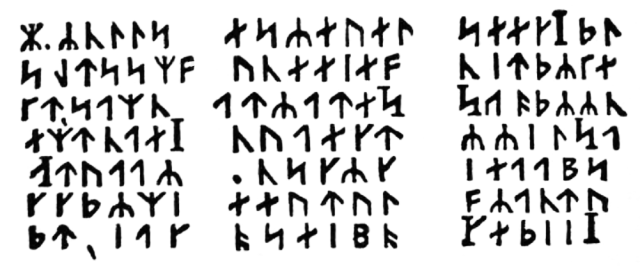
قطعة الورق مكتوب عليها بالحروف الرونية

فيقومون بتجهيز المعدات وغيرها ويذهبوا إلى الدنمارك ليقابلوا العالم الدنماركي الذي أعطاهم خطابات توصية للناس المهمين في أيسلندا كان واحد من هؤلاء هو دكتور فريدريكسن الذي دلهم على مرشد وهو هانز، ثم يذهبون إلى سنيفلز لينزلوا إلى باطن الأرض ولكنهم لم يجدوا الشمس فانتظروا ثلاثة أيام واستراحوا على حافة الجبل حتى ذهبت السحب وعادت الشمس وعرفوا المدخنة ونزلوا بالحبال.

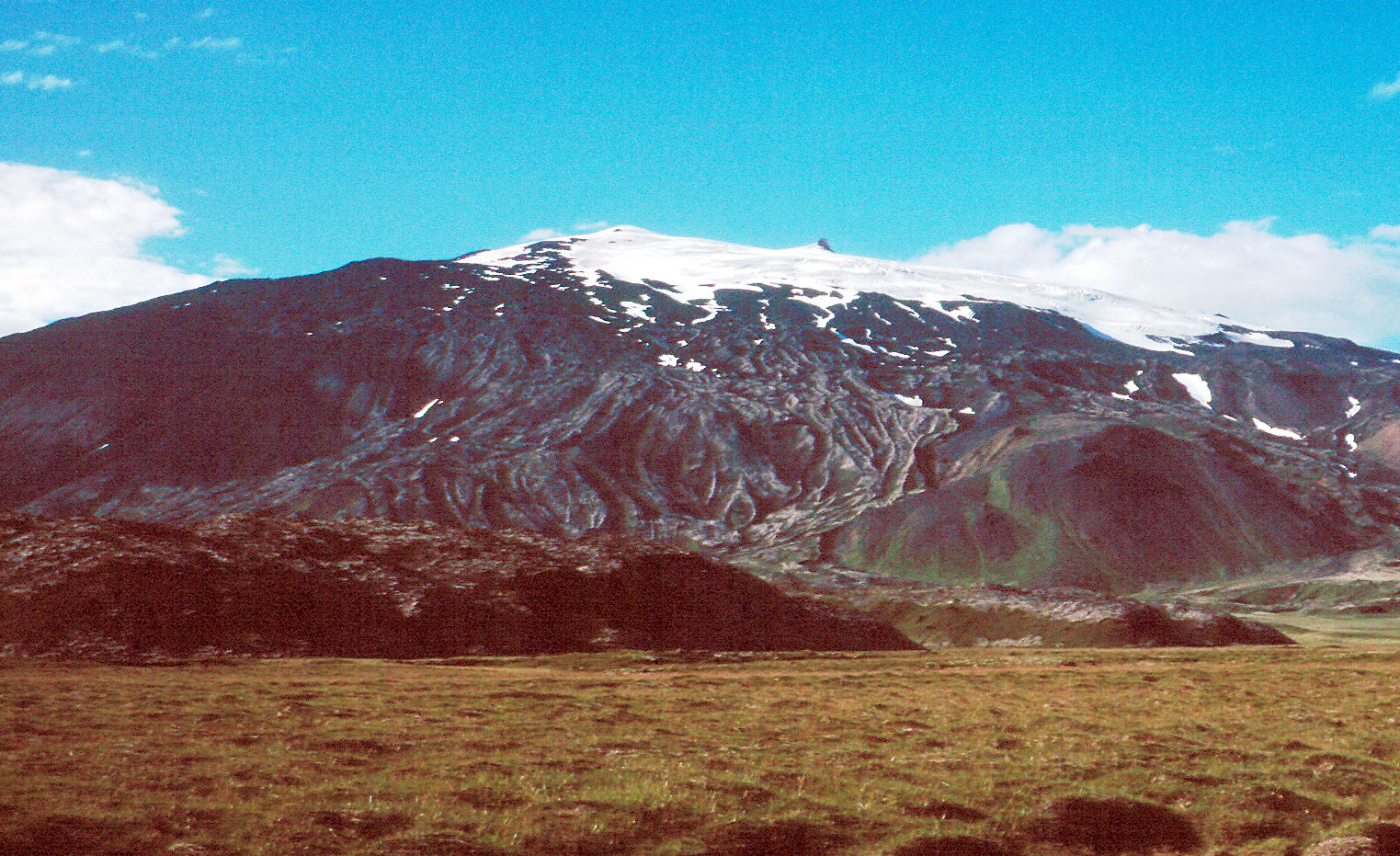
بركان سنيفلز

وهم في الطريق تاه أكسيل وفقد الوعى حتى وجدوه ورؤوا هنالك بحراً واسعاً وأطلقوا عليه بجر ليدنبروك فأمر البروفيسور بأن يقوم هانز بصنع قارب ليستطيعوا العبور. وهم في الطريق وجدوا وحوشاً في المياه أخذت تتقاتل ورؤوا حيوانات بحرية منقرضة فاستنتجوا أن مركز الأرض يوجد به الحيونات التي تنقرض من الأرض ورؤوا هنالك جزيرة سموها على اسم أكسيل، نزلوا على شاطئ الجزيرة ووجدوا غابة صفراء اللون وحيوانات الماموث ورؤوا راعى الماموث والذي يصل طوله إلى نحو ثلاثة أمتار وقد بدا مخيفا ففزعوا وعادوا مسرعين إلى القارب. وعندما وصلوا للشاطئ الآخر وجد أكسيل سكينا خشنة من جراء قيام أرنى ساكنسيوم بحفر الحروف الأولى من اسمه على صخرة، ثم وجدوا أمامهم صخرة تسد الطريق فقرروا تفجيرها ففجروها وفتحت فتحة كبيرة في الصخرة وأصبح البحر موجة كبيرة أطاحت بكل ما يملكون. وهم هنالك شعروا أنهم ينزلون لأسفل ثم صعدوا لأعلى فجأه وأصبحت المياه ساخنة وظهرت الحمم البركانية وشعروا بأنهم في وسط بركان نشط وفرح البروفيسور لأنه أعتقد أن ثورة البركان هي فرصتهم الوحيدة للرجوع إلى سطح الأرض، ولكن في هذه الأجواء أكسيل فقد الوعى. استيقظ ووجد نفسة على منحدر البركان فنزلوا ورؤوا صبي أخبرهم بأن هذا البركان هو سترومبولى في جنوب إيطاليا ،وفى هذا المكان ساعدوهم الناس وأعطوهم الطعام والشراب وملابس جديدة، ثم عادوا إلى ديارهم. وهنالك أقام الناس احتفالا كبيرا لهم وألقوا الخطب لتكريمهم وأضطر البروفيسور لأن يقوم بإعادة القصة للناس، وفي النهاية قرر هانز أن يعود لديارة بعد أن كان مساعدا لهم وكان البروفيسور وأكسيل حزينين لفراقه.

## روابط خارجية
- رحلة إلى مركز الأرض على موقع الموسوعة البريطانية (الإنجليزية)